# Грязьові вулкани Криму

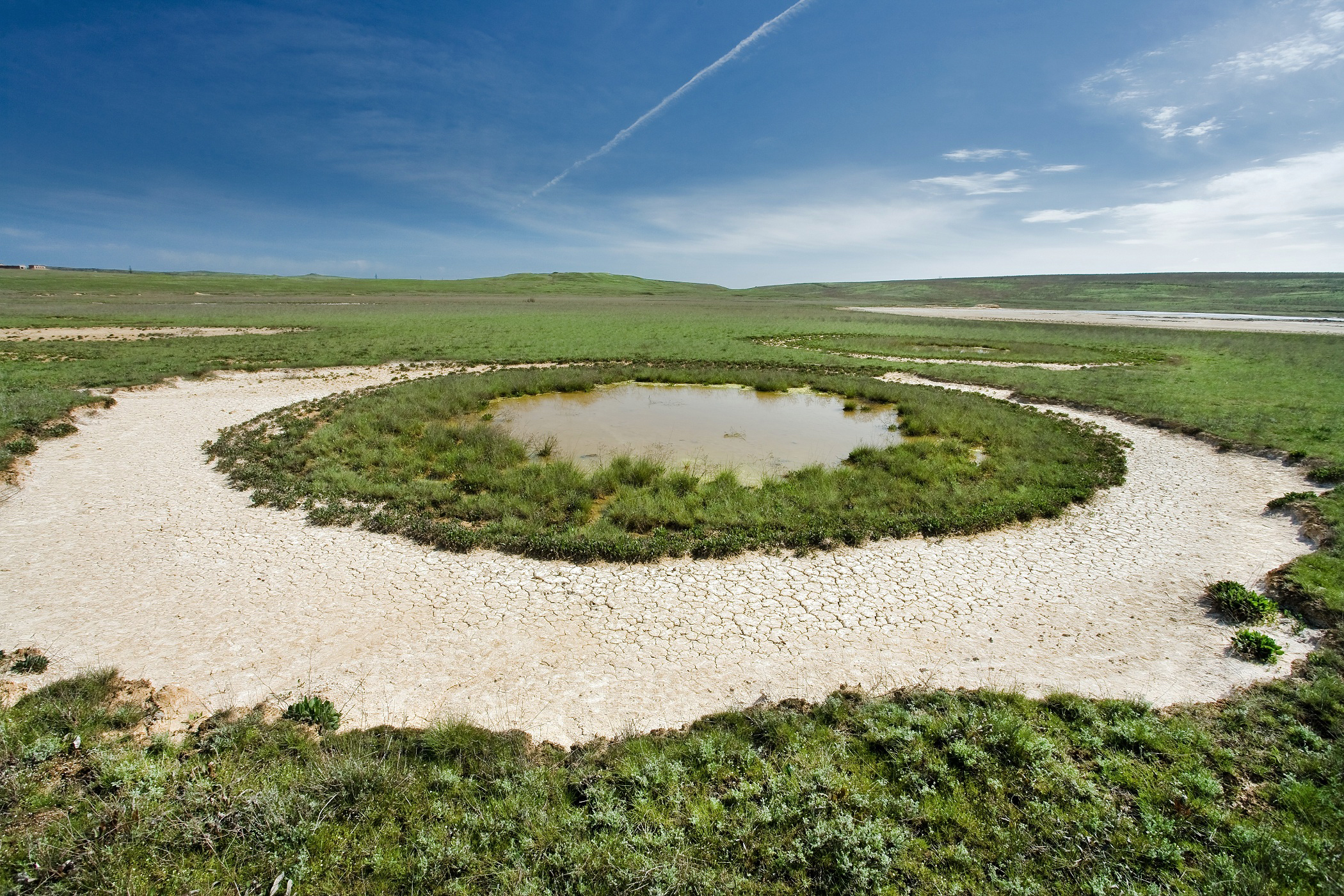
Грязьова сопка Обручева

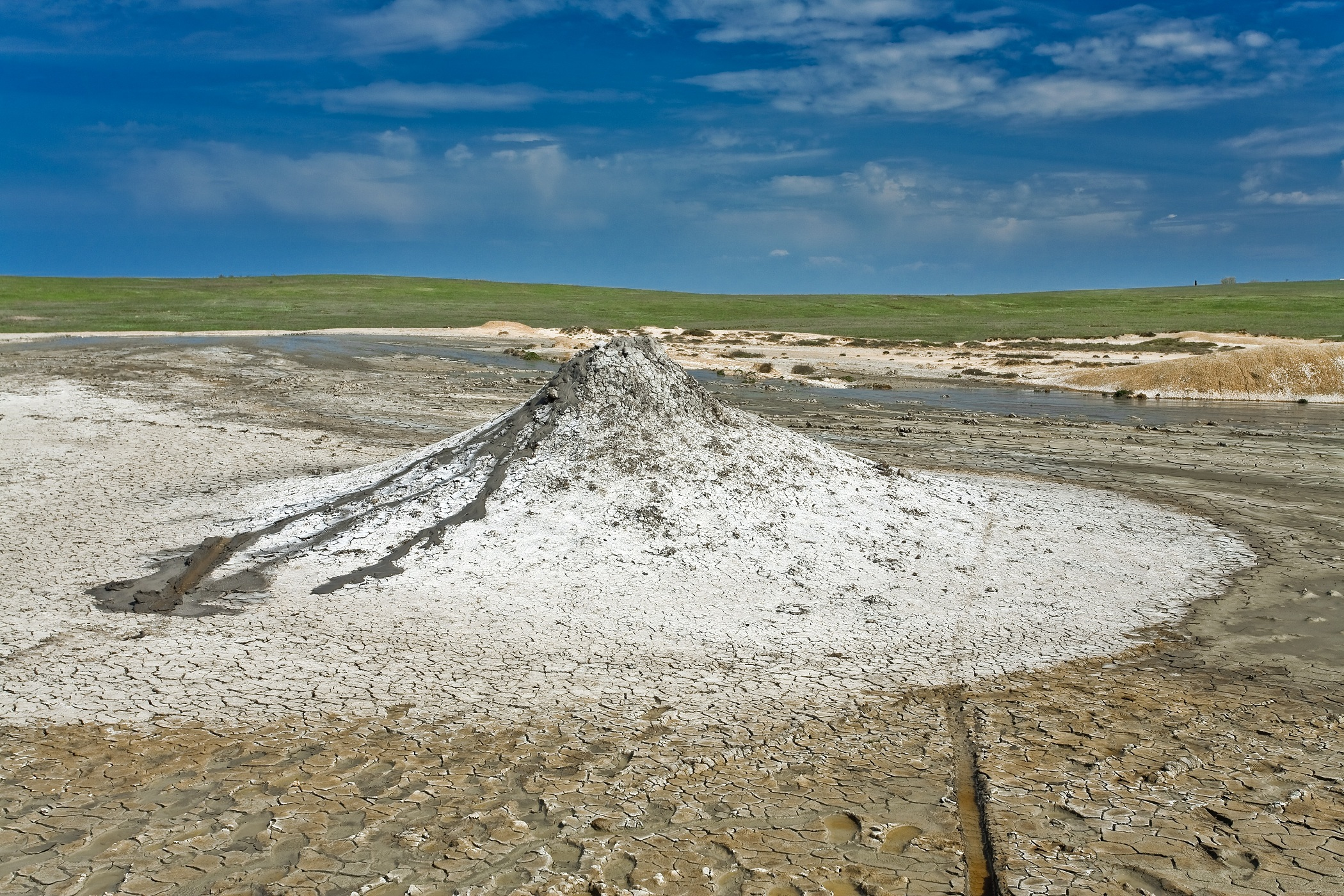
Грязьова сопка Андрусова

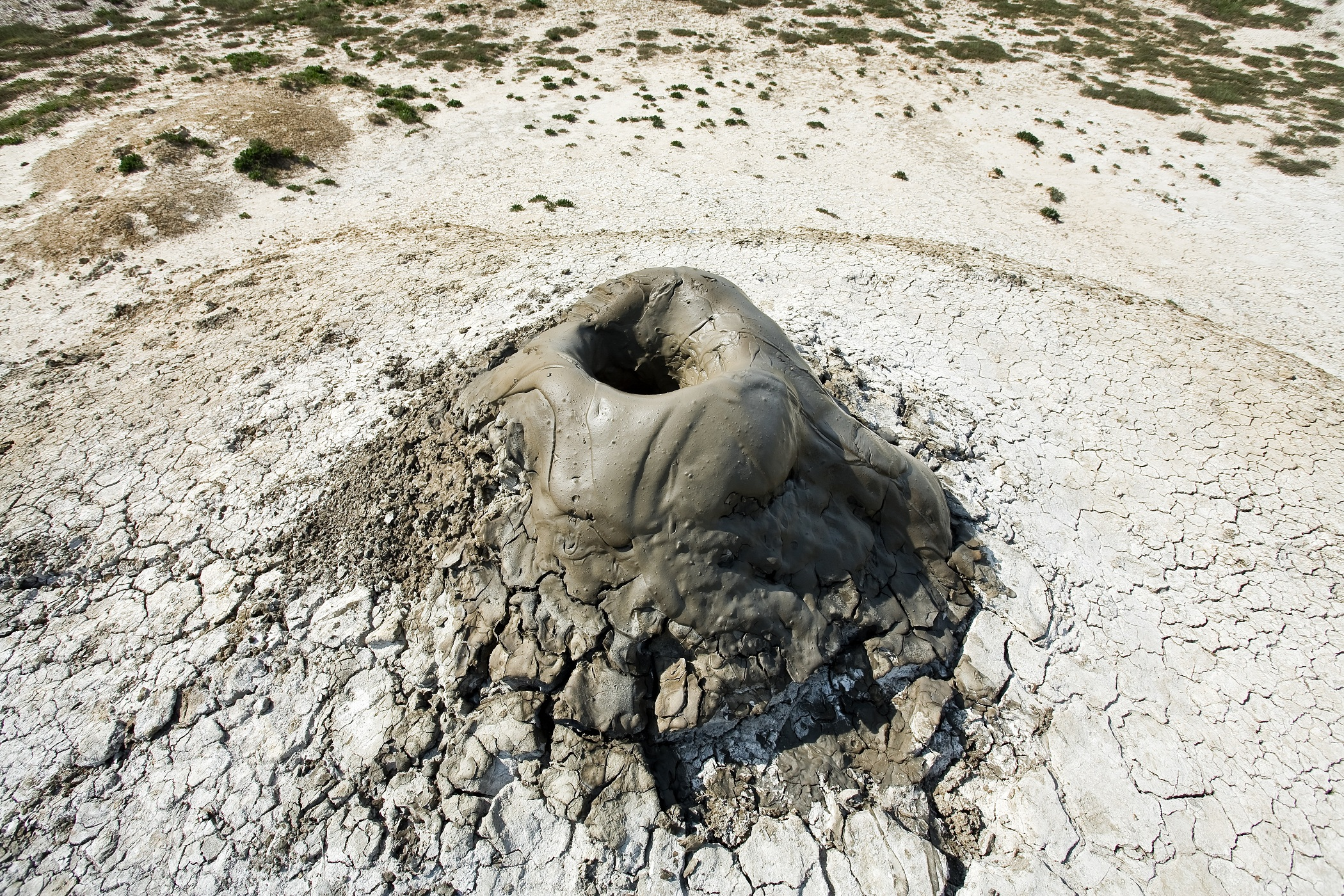
Грязьова сопка Вернадського

Грязьові вулкани Криму — група грязьових вулканів на Керченському півострові (Крим, Україна). Існує понад 50 діючих вулканів: високих і майже плоских, періодичних і діючих постійно, які вивергають мул.
Найбільшою є Булганацька група грязьових вулканів, до якої належать як конусоподібні, так і озероподібні грязьові вулкани. Розмір кратерів до 20 м в діаметрі, виверження супроводжуються викидами газу. Схили сопок покриті потрісканою буро-сірою кіркою. Обриси озероподібних вулканів непостійні через виверження потоків мулу.
Температура мулу близько 19 градусів, виверження мулу відбувається через високий тиск природного газу. Грязьові сопки на поверхні — прикмета родовищ нафти.
Вважається, що жерла Булганакських сопок йдуть дуже глибоко, нижче рівня глини, що вони піднімають. Про це свідчать вкраплення пісковика і інших порід в грязьових потоках. А ділянки викопної грязі свідчать про те, що Булганакські сопки діють неймовірно, загадково довго. Незрозумілим для геологів залишається і велика кількість бору в мулі. Він осідає на кромках кратерів вельми мальовничою білою бахромою, схожою на хутро або плісняву, але скоро, як і грязь, засихає. Булганакські сопки зрозумілі тільки на поверхні, про те ж, що насправді відбувається в надрах, учені тільки розмірковують.
Булганакські сопки, втім, абсолютно безпечні і миролюбні. Навколо них потрібно ходити обережно: нога може піти в рідке місиво по коліно. Але поки на рахунку Булганакських сопок дуже небагато жертв: у них потрапляли заблукалі домашні кози, та ще один німецький танк під час війни засмоктала сопка, в міру сил сприяючи червоноармійцям.
Сопки діють постійно, не припиняючи випускають мул, таким чином страхуючи себе від рідкісних, але бурхливих вивержень. Тільки зрідка бруд б'є фонтаном, але висота його не більше 10 м.
Зовсім не такий Джау-Тепе, що стоїть осібно — найбільша на Керченському півострові грязьова сопка заввишки 60 м. Це — вулкан періодичний, і якщо вже він вивергається, то не на жарт. Його назва кримсько-татарською мовою означає «вража гора». Ще б пак, адже в XVII столітті Джау-Тепе знищив ціле селище.
Сильне виверження було і в 1914 році: мул фонтанував до висоти 40-60 м, а потім спускався по схилу потоком шириною 120 і товщиною 2 м. Останній раз показав свою силу Джау-Тепе в 1942 році, і з тих пір відпочиває.
За легендою, саме ці грязьові вулкани Гомер описав як вхід до підземного царства мертвих. Їх вік близько 25-30 млн років.

## Ресурси Інтернету
- Керченские вулканы: лужи, фонтаны и пузыри грязи [Архівовано 16 квітня 2013 у Wayback Machine.]
- Грязевые вулканы в Крыму: лечебное «царство мертвых» — Дуже гарні світлини [Архівовано 23 серпня 2012 у Wayback Machine.]